# 운산고등학교
운산고등학교(雲山高等學校)는 대한민국 경기도 광명시 소하동에 있는 공립 고등학교이다.

## 학교 연혁
- 2011년 3월 1일 : 운산고등학교 개교 및 혁신학교 예비지정
- 2011년 3월 3일 : 제1회 입학식(354명)
- 2011년 9월 1일 : 혁신학교 및 자율학교 지정
- 2014년 2월 12일 : 제1회 졸업식(324명)
- 2015년 3월 2일 : 강범식 공모 교장 부임
- 2019년 9월 1일 : 혁신학교 및 자율학교 재지정
- 2024년 1월 5일 : 제11회 졸업식(247명)
- 2024년 3월 4일 : 입학식(287명)

## 참고 자료
- 운산고등학교 - 한국교육학술정보원 학교알리미